# Wojciech Kilar
Wojciech Kilar (Lwów, 17 juli 1932 – Katowice, 29 december 2013) was een internationaal succesvol Pools componist. Hij behoorde met Krzysztof Penderecki en Henryk Mikolaj Górecki tot de Poolse avant-garde (Vintage ’33) van de jaren zestig. Hij combineerde composities van klassieke muziek met het schrijven van filmmuziek voor onder andere Roman Polański, Krzysztof Zanussi, Andrzej Wajda en Jane Campion, maar ook andere Hollywood-regisseurs.
Naast symfonieën schreef hij ook religieuze werken, waaronder het Requiem voor pater Kolbe (1997) en de Missa pro pace, die in 2001 in aanwezigheid van paus Johannes Paulus II in première ging in de audiëntiezaal van het Vaticaan. In 2012 kreeg Kilar van president Komorowski de Orde van de Witte Adelaar, de hoogste onderscheiding van Polen.

## Levensloop
Na zijn geboorte in Lwów in Polen, het tegenwoordige Lviv in Oekraïne, moest de familie al snel verhuizen, in dit geval naar Katowice. Hij studeerde eerst privé bij Wladyslawa Markiewiczówna (piano) en Boleslaw Woytowicz. 
Hij studeerde in Katowice van 1950 tot 1955 aan de Karol Szymanowski Muziekacademie Katowice piano en compositie en rondde die studie cum laude af. In 1957 was hij deelnemer van de Darmstädter Ferienkurse in Darmstadt, Duitsland. Daarna studeerde hij tot 1958 aan de Muziekacademie in Krakau alsook van 1959 tot 1960 in Parijs bij Nadia Boulanger; hij kreeg daartoe een subsidie van de Franse regering.
Na een experimentele periode in de jaren zestig kennen zijn latere concertwerken een expressieve directheid. Meestal is de muziek op de geestelijke en wereldlijke bronnen uit zijn geboorteland gebaseerd. In 1960 werd hij voor zijn Oda Béla Bartók in memoriam met de prijs van de Lili Boulanger-Stichting onderscheiden. De trendbreuk kwam in 1974 bij het componeren van Krzesany.
Hij overleed op 81-jarige leeftijd in zijn woonplaats.

## Composities

### Werken voor orkest

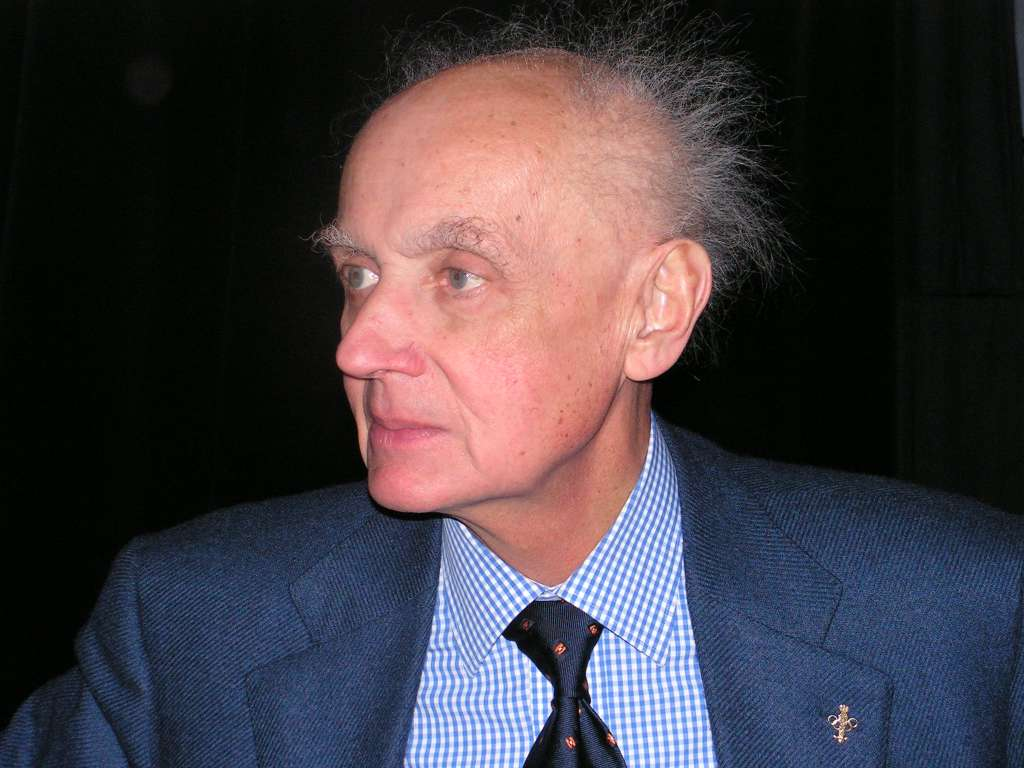
Wojciech Kilar

#### Symfonieën
- 1955 · Symfonie nr. 1 voor strijkers
- 1956 · Symfonie nr. 2 "Sinfonia Concertante", voor piano en groot symfonie-orkest
- 2003 · Symfonie nr. 3 "September", voor orkest - in memoriam voor de slachtoffers van de Aanslagen op 11 september 2001
- 2005 · Symfonie nr. 4 "Sinfonia de motu", voor sopraan, bariton, gemengd koor en orkest - tekst: Dante Alighieri
  1. Selva
  2. Cammino
  3. Luce
  4. Amor
- 2007 Symfonie nr. 5 "Advent", voor gemengd koor en orkest

#### Andere werken voor orkest
- 1955 · Mala Uwertura (kleine overture) voor orkest
- 1956 · Ode aan Béla Bartók voor viool, koperblazers en slagwerk
- 1962 · Riff 62 voor orkest
- 1963 · Generique voor orkest
- 1965 · Springfield Sonnet voor orkest
- 1967 · Solenne per 67 esecutori
- 1972 · Przygrywka i koleda (Prelude en Kerstliedjes) voor 4 hobo’s en strijkers
- 1974 · Krzesany – symfonisch gedicht
- 1976 · Koscielec 1909 – symfonisch gedicht
- 1979 · Grauwe mist (Siwa Mgla) voor bariton en orkest
- 1986 · Orawa voor klein strijkorkest
- 1988 · Choralvorspiel voor strijkorkest
- 1994 · Catamount Concerto
- 1994 · Dawn to Destiny
- 1994 · Requiem Father Kolbe, voor symfonieorkest
- 1994 Shadow Line
- 1996-1997 · Pianoconcert nr. 1
- 2008 · Te Deum , voor orkest, koor en solisten
- 2008 · Veni Creator, voor gemengd koor en strijkers
- 2010 · Plechtige ouverture voor symfonieorkest
- 2011 · Pianoconcert nr. 2

### Vocale muziek
- 1964 · Diphtongos voor gemengd koor, 6 slagwerkers, 2 piano's en strijkorkest
- 1971 · De trap op, de trap af voor kinderkoor en orkest
- 1975 · De Moeder Gods (Bogurodzica) voor gemengd koor en orkest
- 1979-1981 · Exodus per orchestra e coro misto
- 1984 · Victoria voor gemengd koor en orkest
- 1982-1984 · Angelus "Ave Maria" voor sopraan, gemengd koor en orkest
- 2003 · Lament, voor gemengd koor a capella
- 2008 · Hymn Paschalny (Paashymne), voor gemengd koor a capella
- Lumen - Psalm 136, voor gemengd koor a capella
- Sonety do Laury, voor bariton en piano - tekst: Francesco Petrarca; Poolse vertaling: Jalu Kurek
  1. Benedetto sia'l giorno
  2. Era il giorno
  3. Soleasi nel mio cor
  4. E' mi par d'or in ora

### Missen
- 2000 · Missa pro pace voor soli (SATB), gemengd koor (SATB) en orkest
- 2006 · Magnificat

### Toneelmuziek (Uittreksel)
- 1957 · Dantons dood van Georg Büchner aan het Schlesische Theater in Katowice
- 1963 · Antonius en Cleopatra van William Shakespeare aan het Theater in Łódź
- 1965 · Koning Heinrich IV. van William Shakespeare aan het Altes Theater in Krakau
- 1966 · De Trojanerinnen van Euripides aan het Schlesische Theater in Katowice
- 1967 · Hamlet van William Shakespeare aan het Mickiewicz-Theater in Częstochowa
- 1972 · Drei Schwestern van Anton P. Tsjechov aan het Theater in Sosnowiec
- 1979 · Einer flog über das Kuckucksnest van Dale Wasserman aan het Altes Theater in Krakau - Regie: Krzysztof Zanussi
- 2001 · Akropolis van Stanisław Wyspiański aan het National Theater in Warschau

### Kamermuziek
- 1959 · Sonate, voor hoorn en piano
- 1985 · Blaaskwintet
- 1999 · Sonatine, voor dwarsfluit en piano

### Filmmuziek (Uittreksel)
- 1970 · Rejs - Regie: Marek Piwowski
- 1990 · Korczak - Regie: Andrzej Wajda
- 1991 · Leven voor leven - Maximiliaan Kolbe - Regie: Krzysztof Zanussi
- 1992 · Bram Stoker's Dracula - Regie: Francis Ford Coppola
- 1993 · Koning van de laatste dagen - Regie: Tom Toelle
- 1994 · De dood en het Meisje - Regie: Roman Polański
- 1994 · Requiem Father Kolbe
- 1996 · Cwal - Regie: Krzysztof Zanussi
- 1996 · The Portrait of a Lady - Regie: Jane Campion
- 1997 · Our God's Brother - Regie: Krzysztof Zanussi
- 1999 · Die Neun Pforten - Regie: Roman Polański
- 1999 · Pan Tadeusz - Regie: Andrzej Wajda
- 1999 · The Ninth Gate - Regie: Roman Polański
- 2002 · Zemsta - Regie: - Andrzej Wajda
- 2002 · The Pianist - Regie: Roman Polański
- 2002 · Suplement -  Regie: - Krzysztof Zanussi
- 2007 · We own the Night - Regie: James Grey
- Dawn Over Manderley
- Elegy
- Master Plan
- Palace BAll
- The Seed

## Registraties
Het verkrijgen van opnames van Kilars muziek op cd is niet eenvoudig. Het Poolse cd-label CD Accord heeft een drietal cd's uitgegeven met onder meer de September Symfonie, het pianoconcert, Kocielec 1909 en Exodus. Op Naxos is een opname van vocale werken (Exodus en Angelus) verschenen. Op Marco Polo uittreksels van enkele films. Op Dux verschenen twee missen.
Zijn filmmuziek voor Dracula is populair. Verdere opnames van filmmuziek zijn alleen via de tweedehands markt op weinig bekende labels verkrijgbaar.

## Publicaties
- Na Jasnej Górze odnalazłem wolną Polskę - i siebie, Częstochowa: Świętego Pawła, 2003. 93 p., ISBN 978-8-371-68847-8